# 格奥尔基·奥普雷亚
格奥尔基·奥普雷亚（羅馬尼亞語：Gheorghe Oprea；1927年4月15日—2016年2月17日），罗马尼亚共产党中央政治执行委员会委员，罗马尼亚第一副总理、经济和社会发展最高委员会副主席，负责工业发展和能源供应，是尼古拉·齐奥塞斯库最亲密的助手之一。

## 生平
1927年，出生于普拉霍瓦县伯伊科伊蒂塔村的农民家庭。
1942年，在普罗佩尼“马尔格纳卡”机械工厂任分析师和技术总监。
1944年，当选为工会理事会成员。
1946年，加入罗马尼亚共产党。
1949年，毕业于布加勒斯特理工大学机械工程学院。
1951年，任电气仪表厂厂长，后调到国家人民监察委员会，被授予上尉军衔。
1954年，进入重工业部，任金属材料和工业消费品生产综合管理司司长。
1957年，任机械制造总局局长和精密仪器制造总局局长。
1961年，调到冶金和机械工业部，任卡车、拖拉机和精密机械工业总局副局长。
1962年，任冶金和机械工业部副部长。
1963年，部门机构改革，任机械工业部副部长。
1965年，为中央委员会候补委员。
1970年，任罗马尼亚共产党中央顾问。
1972年，增补为中央委员。
1973年，任国务委员会主席经济顾问。5月，任罗马尼亚经济和社会发展最高委员会副主席。
1974年，任罗马尼亚社会主义共和国部长会议副主席。
1974年，为罗马尼亚共产党中央政治执行委员会委员、中央政治执行委员会常设局委员。
1977年，为全国劳动人民委员会副主席。
1978年，任第一副总理。
1978年，兼任国家能源基础发展和国家能源体系运行协调委员会主席。
1979年，兼任机械工业和冶金工业发展和专业化协调委员会主席。
1981年，再次当选为全国劳动人民委员会副主席。
1987年，兼任化学工业、石油化学工业、轻工业协调委员会主席和运输、电信及通讯协调委员会主席。
1989年，罗马尼亚革命，从土耳其访问回国被逮捕。
1991年，被释放。
1992年，再次入狱，被判处14年徒刑。
1994年，获特赦。
2016年，病逝。